# Nederlandse Top 40

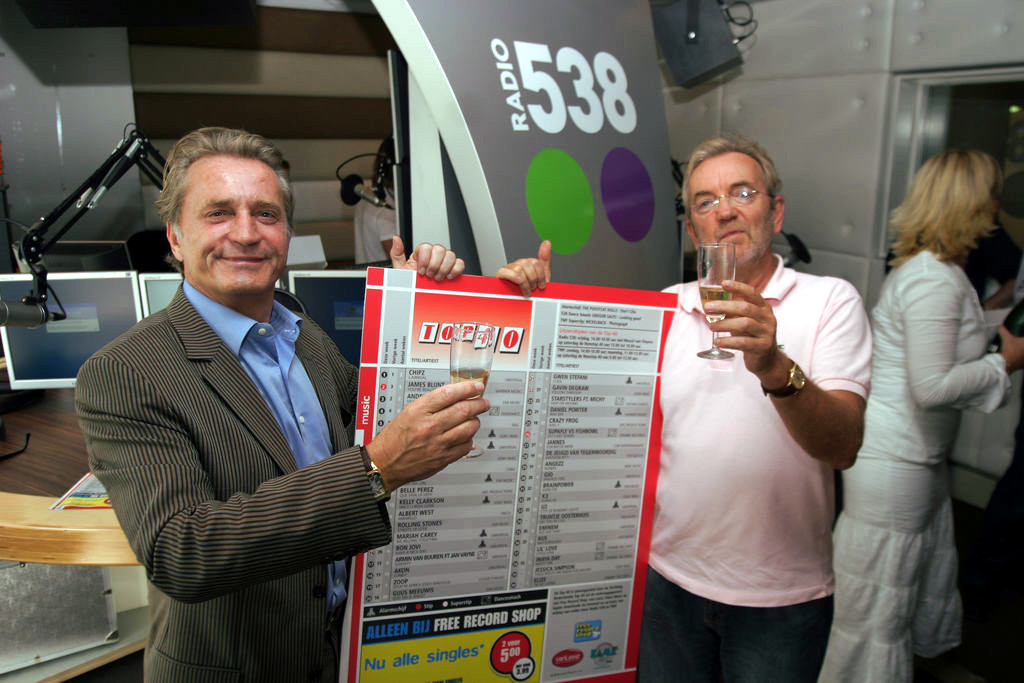
Hans Breukhoven y Lex Harding.

El Nederlandse Top 40 es una lista semanal de los sencillos más vendidos en los Países Bajos. Inicialmente, se había llamado "Veronica Top 40", pero luego pasó a ser llamada "Nederlandse Top 40". Es similar a la lista estadounidense Billboard Hot 100. See https://www.top40.nl/

## Historia
El 2 de enero de 1965, I Feel Fine de The Beatles, se convirtió en el primer sencillo en llegar al N.º 1 de la lista.

## Récords
| Artista         | Sencillos #1 |
| --------------- | ------------ |
| The Beatles     | 16           |
| Marco Borsato   | 14           |
| ABBA            | 8            |
| Michael Jackson | 6            |
| Queen           | 6            |
| George Michael  | 6            |
| Jan Smit        | 6            |
| David Bowie     | 5            |
| Madonna         | 5            |
| Rolling Stones  | 5            |
| Golden Earring  | 5            |
| Bee Gees        | 5            |
| UB40            | 5            |
| Justin Bieber   | 5            |
| The Cats        | 5            |

- Actualizado en junio de 2008

| Artista            | Semanas |
| ------------------ | ------- |
| BZN                | 1106    |
| The Rolling Stones | 1117    |
| Madonna            | 1107    |
| Golden Earring     | 1039    |
| Queen              | 1014    |
| André Hazes        | 972     |
| ABBA               | 761     |
| U2                 | 906     |
| Michael Jackson    | 873     |
| Celine Dion        | 775     |
| David Bowie        | 728     |